# FC Armavir
El FC Armavir (del ruso: Футбольный клуб «Армавир»), anteriormente conocido como Torpedo Armavir, es un club de fútbol ruso de la ciudad de Armavir, fundado en 1960. El club disputa sus partidos como local en el estadio Yunost y juega en la segunda división, el tercer nivel en el sistema de ligas ruso.

## Jugadores

### Equipo 2019/20
Actualizado al 30 de octubre de de 2019.